# Mölndalsfallen

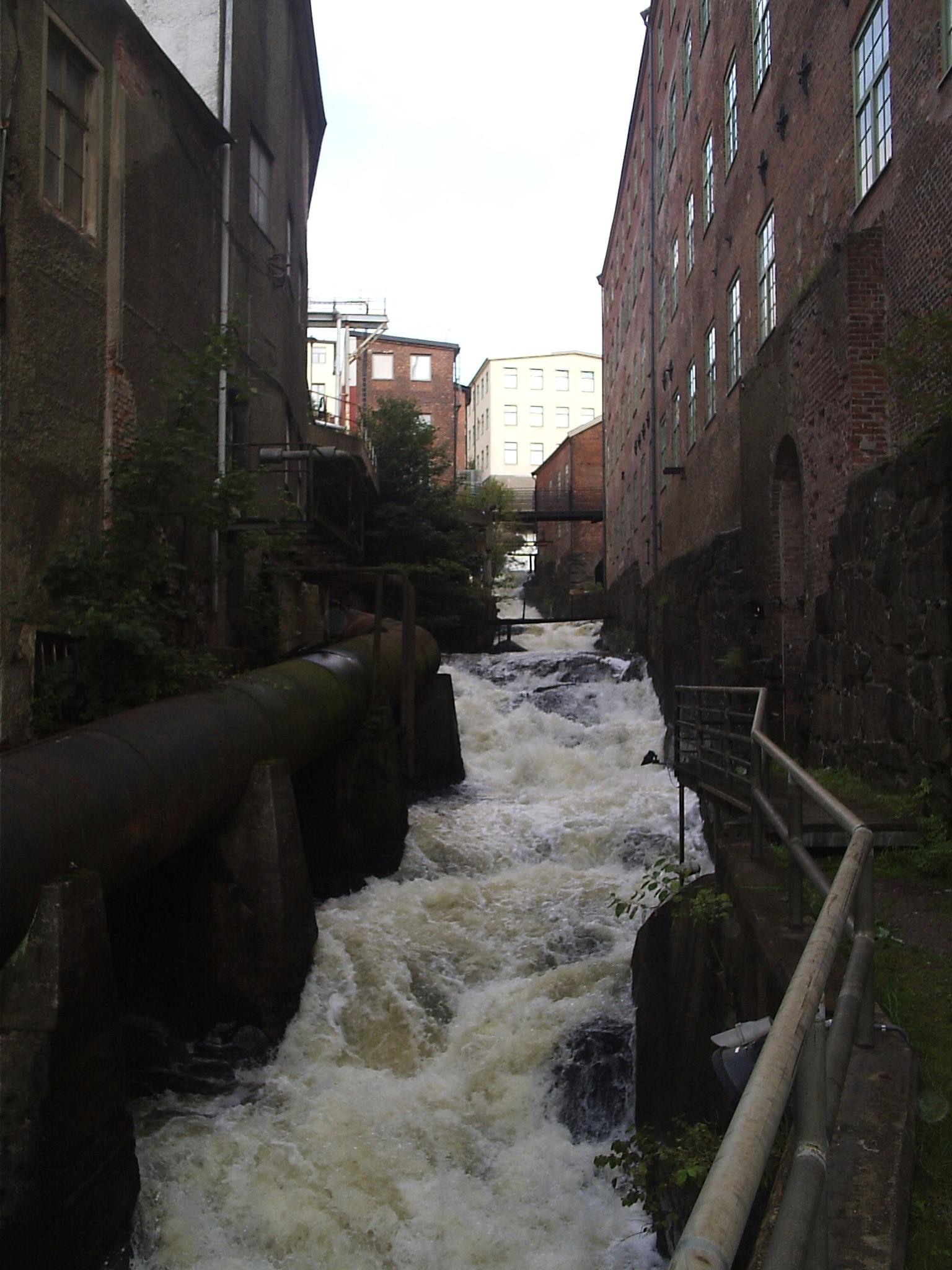
Fallen vid Mölndals kvarnby 2006.

Mölndalsfallen (eller Mölndals vattenfall) i Mölndalsån har haft stor betydelse för Mölndals framväxt. Betydelsefulla näringar i anslutning till fallen har varit laxfisket och kvarndriften. De senare har dessutom fått ge namn till orten; Mölndal kan översättas med Kvarndalen (mölla är ett sydsvenskt ord för kvarn). Under 1800-talet utgjorde kraften från fallen också grunden för de tidiga industrietableringarna i Mölndal. De industrier som hämtade sin kraft från fallen var bland andra bomullsspinnerier, pappersbruk, kritkvarn, oljeslageri och väveri.